# مسعود تکاور
مسعود تکاور (زاده ۱۱ بهمن ماه ۱۳۴۹) کارگردان، بازیگر و نویسنده، طراح گریم و تدوینگر سینما و تلویزیون ایرانی است.

## فعالیت
مسعود تکاور از سال ۱۳۷۸ تا به امروز سمت مدیرعاملی شرکت فیلم‌سازی ویدیوئی آوای هنر سحر را بر عهده داشته است. او فعالیت خود را سال ۱۳۵۶ در سن شش سالگی از تئاتر در کانون پرورش فکری شروع کرد، پس از شروع انقلاب فعالیت‌های او در مدرسه تا دوره راهنمایی ادامه داشت اما به‌طور همزمان فعالیت خود را در تئاتر ادامه می‌داد. او در مدرسه هنر و ادبیات صدا و سیما نام‌نویسی کرد و زیر نظر علیرضا خمسه آموزش دید. پس از مدتی در تئاتر حرفه ایی جذب شد و در نمایشهای کدو تنبل به کارگردانی مسعود زرین قلم بازی کرد. و موفق به دریافت جایزه بهترین بازیگر بخش کودک و نوجوان شد. وی پس از آن در نمایش‌های مختلفی چون بوی نون گرم و تازه به کارگردانی سید جواد خالصی ایفای نقش داشت. بازی و نقش آفرینی و حضور در نمایش سیمرغ یکی از شانس‌های بزرگ مسعود تکاور برای همکاری با دکتر قطب الدین صادقی بود.
دوران بازیگری مسعود تکاور در تلویزیون از بازی در سریال عقیق به کارگردانی حمید تمجیدی شروع شد. سریالی که از شبکه دو سیما پخش شد. در این سریال بازیگرانی چون خانم فیده سپاه منصور و محبوبه بیات و دانیال حکیمی و پرستو گلستانی حضور داشتند.
مسعود تکاور از همین دوران شروع به ساخت و تولید فیلم کوتاه با دوربین هشت میلیمتری خود کرد و چند فیلم کوتاه هشت میلیمتری را ساخت و سودای کارگردانی و نویسندگی با دیگر فعالیتهای بازیگری مسعود تکاور به موازات پیش می‌رفت.
اولین حضور حرفه ایی مسعود تکاور در مقابل دوربین سی و پنج میلیمتری، ایفای نقشی کوتاه بعنوان سیاهی لشکر در فیلم شاید وقتی دیگر به کارگردانی بهرام بیضایی بود. او در خاطرات خود همیشه از این اتفاق بعنوان یک شانس بزرگ برای آموزش فیلمسازی و یک افتخار نام می‌برد.
پس از آن تلاش و ممارست و پیگیری او موفق به بازی در فیلم دخترک کنار مرداب به کارگردانی علی ژکان شود. او در کنار بازیگران بزرگ و طراز اول حضور پیدا کرد، بازیگرانی چون جمشید مشایخی، مهدی فتحی، دومین همکاریش با فریده سپاه منصور، و اولین همکاریش با کمند امیر سلیمانی، فردوس کاویانی، پردیس افکاری و….
پس از بازی در فیلم سینمایی دخترک کنار مرداب، او موفق به دومین همکاری خود با بهرام بیضایی در فیلم مسافران شد، اما نه بعنوان سیاهی لشکر بلکه بعنوان یکی از بایگران فرعی در میان صد بازیگر ریز و درشت. فیلم مسافران در دوره خدمت سربازی مسعود تکاور بود که با رنج فراوان سر صحنه حاضر می‌شد.
پس از آن مسعود تکاور در چند پروژه تلویزیونی ایفای نقش کرد. اما همیشه سودای کارگردانی و نویسندگی را با خود به یدک می‌کشید. در این میان او با خانم طاهره رجبی آشنا شده (از نمایش بوی نون گرم و تازه) و این آشنایی به ازدواج ختم شد. مسعود تکاور در سن بیست و یک سالگی ازدواج کرده و زندگی مشترک خود را شروع کرد، طاهره رجبی بعدها نه فقط بعنوان همسر و یار و یاور بلکه بعنوان طراح چهره پردازی، مدیر تولید، مجری طرح و تهیه‌کننده در پروژه‌های او حضور دارد.
پس از ازدواج و شروع زندگی مشترک مسعود تکاور تصمیم گرفت برای موفقیت در زندگی، در خارج از کشور به کار و تلاش بپردازد. او بعنوان یک به ژاپن سفر کرد و دو سال را در توکیو به عنوان کار گر ساده کار کرد. او پس از دوسال به ایران بازگشت و دوباره از صفر شروع کرد.
او در کنار همسر خود به کار چهره پردازی مشغول شد و همین موضوع باعث شد او به سرعت پنج فیلم سینمایی را به عنوان طراح چهره پردازی بع هده بگیرد و بعد از آن بعنوان چهره پرداز در پروژه‌های مختلف مشغول به کار شد. خودش می‌گوید که چهره پردازی و موفقیت در این مسیر را مدیون همسر خود، طاهره رجبی است که این فرصت را برای او محیا کرد.
اما هنوز سودای کارگردانی و نویسندگی را در سر داشت و برای همین از یک جا به بعد فضای چهره پردازی را رها کرد و به سمت گروه کارگردانی رفته و به‌عنوان دستیار دو و سه شروع به فعالیت کرد. اولین حضور در گروه کارگردانی بعنوان دستیار در پروژه سریال سرباز تاجیک به کارگردانی مجید جوانمرد و تهیه کنندگی رامین عباسی زاده بود. پروژه ای که نقش دستیار اول و برنامه‌ریزی آن را آقای اصغر نعیمی (نویسنده و کارگردان ایرانی) بر عهده داشت. او را می‌توان به نحوی استاد مسعود تکاور دانست. منشی صحنه این پروژه منیره قیدی بود که سالها بعد به عنوان یکی از بزرگ‌ترین کارگردان‌های زن کشور شناخته شد. بازیگران بزرگی چون فرامرز قریبیان، فرهاد جم، حسین سحرخیز، کاظم هژیر آزاد نیز در این پروژه حضور داشتند. اما متأسفانه این سریال به دلایل مختلف پس از صرف کلی هزینه و وقت پخش نشد.
پس از این همکاری مسعود تکاور کاملاً جذب دستیاری و نویسندگی و فعالیت در گروه کارگردانی شده بور و در پروژه‌های مختلف فعالیت کرد، تا اینکه موقعیت ساخت اولین فیلم تلویزیونی خود را پیدا کرد.

##### پروانه‌ها پشت دیوار
در سال ۱۳۷۹ با کارگردانی فیلم تلویزیونی پروانه‌های پشت دیوار، همکاری با هنرمندانی همچون محمد برسوزیان، مجید مشیری، محمد نوروز و فاطمه حیدرزاده را تجربه کرد.
وی در سال ۱۳۹۵ دورهٔ پرتلاشی را در عرصه سینما و تلویزیون گذراند و در تولید آثار مهمی حضور داشته است. یکی از مهم‌ترین این فعالیت‌ها در این سال، کارگردانی مجموعه تلویزیونی رهایی است. که به واسطه آن توانست خود را میان اهالی فضای تلویزیون مطرح کند. او توانست با فعالیت در سریال رهایی تجربه حرفه ای موفقی برای خود رقم بزند و همکاری در کنار بازیگرانی نظیر دانیال حکیمی، میترا حجار، سام قریبیان و شاهد احمدلو توانست سطح کاری او را متحول کند.
وی در سال ۱۳۹۶ فیلم بالن را کارگردانی کرده است که در آن با هنرمندانی چون الهه حصاری، کوروش تهامی، اندیشه فولادوند و رامتین خداپناهی همکاری داشت.
با اینکه مسعود تکاور را بیشتر بعنوان کارگردان می‌شناسند، اما او در حرفه‌های دیگر نیز فعال بوده است. او علاوه‌بر کارگردانی به‌عنوان بازیگر، نویسنده، تدوینگر و طراح گریم نیز در سینما و تلویزیون فعالیت داشته است. مهم‌ترین آثار مسعود تکاور در حرفهٔ بازیگری، مجموعه تلویزیونی روزی عقابی، فیلم مسافران و فیلم دخترک کنار مرداب است. از آثار مهم وی در حوزه نویسندگی می‌توان به فیلم بالن و فیلم کروکودیل اشاره کرد. همچنین وی در فیلم‌های، کروکودیل و کودک شاعر فعالیت خود را تحت عنوان تدوینگر ادامه داده است. همچنین می‌توان فیلم شب بی‌پایان را مهم‌ترین اثر او در حوزه طراحی گریم دانست. 

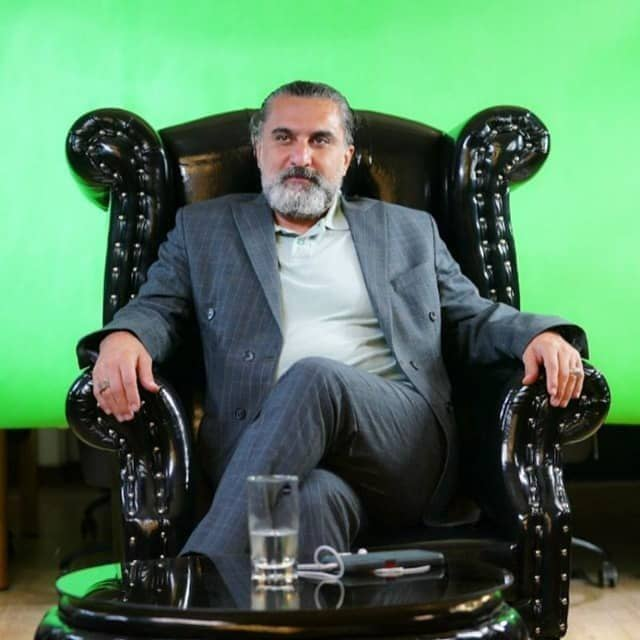
مدیر عامل شرکت آوای هنر سحر

## آثار

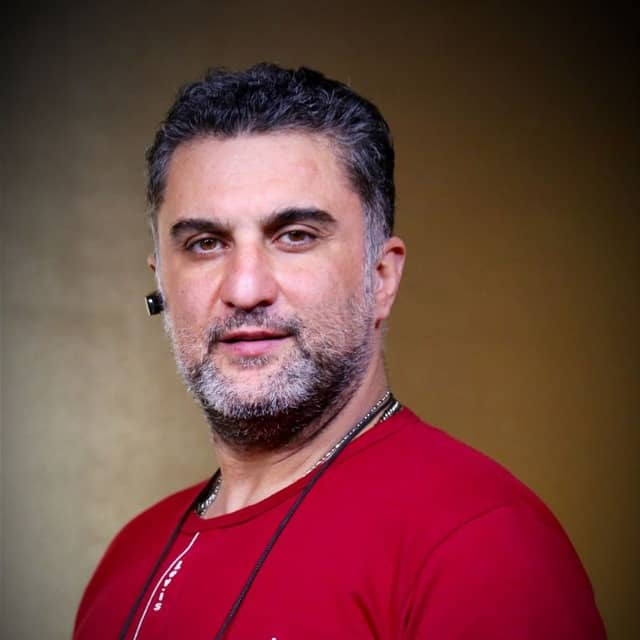
بازیگر و کارگردا تئاتر

#### تئاتر
- بازیگر - کدو تنبل - به کارگردانی مسعود زرین قلم - تالار هنر - سال ۱۳۶۴
- بازیگر - بوی نون گرم و تازه - به کارگردانی جواد خالصی - تالار هنر - سال ۱۳۶۶
- بازیگر - سیمرغ - به کارگردانی قطب الدین صادقی - تئاتر شهر - سال ۱۳۶۷
- کارگردان - چرا ناامید؟ - آموزش و پرورش - سال ۱۳۶۸
- بازیگر - جزیره - جهانبخش لک - تالار مولوی - سال ۱۳۶۹
- کارگردان - قطره طلا - سراسر ایران سال ۱۳۷۳ تا ۱۳۷۴

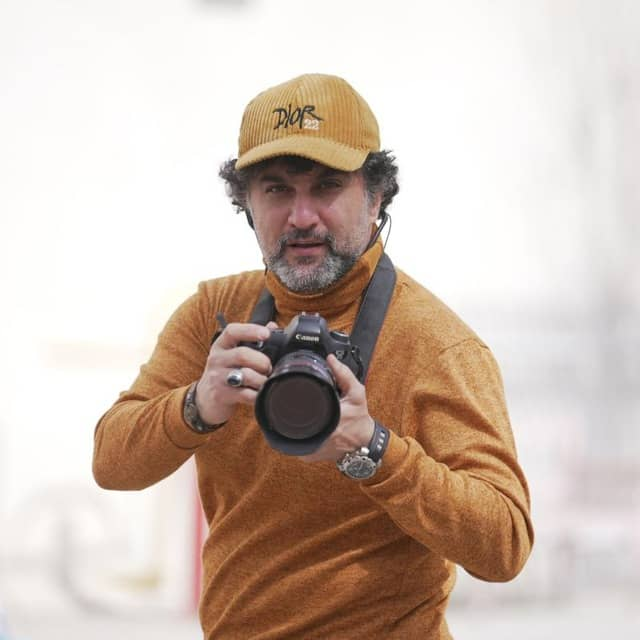
کارگردان مستند

#### کارگردانی مستند
- آنها که می‌بینند - به تهیه‌کنندگی طاهره رجبی - سال ۱۳۷۹
- وارتان پرنده شو - به تهیه‌کنندگی طاهره رجبی - سال ۱۳۸۱
- استاد، قلم سیاه - به تهیه‌کنندگی طاهره رجبی - سال ۱۳۸۲
- استعدادیابی در فوتبال - به تهیه‌کنندگی کامبیز کاشفی - سال ۱۳۸۵
- شاهدان شهود - به تهیه‌کنندگی محمد فقیهی - سال ۱۳۸۶
- دموکراسی حرف - به تهیه‌کنندگی طاهره رجبی - سال ۱۳۸۵
- عید فطر در مالزی (هاری رایا) - طاهره رجبی - سال ۱۳۸۸
- پلیس ایران - سردار دکتر منتظرالمهدی - سال۱۳۹۲

#### کارگردانی نماهنگ
- یاد یاران - به تهیه‌کنندگی پروانه پرتو - ۱۳۸۱
- عاشورا - به تهیه‌کنندگی طاهره رجبی - ۱۳۸۲
- وعده دیدار - به تهیه‌کنندگی هما دلیر - ۱۳۸۵
- وعده خدا - به تهیه‌کنندگی هما دلیر - ۱۳۸۵
- آتش‌بس - به تهیه‌کنندگی طاهره رجبی - ۱۳۸۶
- حماسه حضور - به تهیه‌کنندگی طاهره رجبی - ۱۳۸۶

#### بازیگری تلویزیون
- مجموعه عقیق - به کارگردانی حمید تمجیدی - ۱۳۶۵
- مجموعه لبخند سوم - به کارگردانی مسعود رشیدی - ۱۳۷۳ تا ۱۳۷۴
- رویش سبز - به کارگردانی محمدرضا مفیدی- ۱۳۷۴ تا ۱۳۷۵
- مجموعه در سرزمین دیگر - به کارگردانی مجید جوانمرد - ۱۳۷۵
- مجموعه روزی عقابی - به کارگردانی محمدرضا مفیدی - ۱۳۷۵ تا ۱۳۷۶

#### بازیگری سینما
- دخترک کنار مرداب - به کارگردانی علی زاکانی - ۱۳۶۸
- مسافران - به کارگردانی بهرام بیضایی - ۱۳۶۹ تا ۱۳۷۰

#### چهره‌پردازی
- سربلند - به کارگردانی فتحعلی اویسی - ۱۳۷۳
- نبرد آخر - به کارگردانی حمید بهمنی - ۱۳۷۳
- بالاتر از خطر - به کارگردانی سعید عالم زاده - ۱۳۷۴
- شب بی‌پایان - به کارگردانی حمید تمجیدی - ۱۳۷۴
- عروس کاغذی - به کارگردانی حجت‌الله سیفی - ۱۳۷۴
- جهنم سبز - به کارگردانی اسماعیل براری - ۱۳۷۴
- رویش سبز - به کارگردانی محمدرضا مفیدی - ۱۳۷۴ تا ۱۳۷۵
- مجموعه روزی عقابی - به کارگردانی محمدرضا مفیدی- ۱۳۷۵ تا ۱۳۷۶
- مجموعه گل‌های کاغذی - به کارگردانی مسعود رشیدی - ۱۳۷۶
- استاد اعظم - به کارگردانی محرم زینال زاده - ۱۳۷۷
- مجموعه تنها در تاریکی - به کارگردانی مسعود رشیدی - ۱۳۷۸

#### دستیار کارگردان
- نبرد آخر - به کارگردانی حمید بهمنی - ۱۳۷۳
- رویش سبز- به کارگردانی محمدرضا مفیدی - ۱۳۷۴ تا ۱۳۷۵
- در سرزمین دیگر - مجید جوانمرد - ۱۳۷۵
- روزی عقابی - محمدرضا مفیدی- ۱۳۷۵ تا ۱۳۷۶

#### تدوینگر
- مجموعه آخرین آواز ققنوس - به کارگردانی مسعود تکاور - ۱۳۸۰
- مجموعه داوطلب - به کارگردانی مسعود تکاور - ۱۳۸۱
- مجموعه قلب - به کارگردانی مسعود تکاور - ۱۳۸۲
- کودک شاعر - به کارگردانی امیرقاسم راضی - ۱۳۸۳
- راز - به کارگردانی مستقاثی - ۱۳۸۴
- مقبره نحس - به کارگردانی حسین تبریزی - ۱۳۸۴
- آفتاب سرد - به کارگردانی مسعود تکاور - ۱۳۸۳ تا ۱۳۸۴
- سفری دیگر - به کارگردانی مسعود تکاور - ۱۳۸۴ تا ۱۳۸۵
- تلفن همراه - به کارگردانی مسعود تکاور - ۱۳۸۵
- حضور - به کارگردانی مسعود تکاور - ۱۳۸۶
- طعمه - به کارگردانی مسعود تکاور - ۱۳۸۶
- راز یک حقیقت - به کارگردانی سعید جلیلی - ۱۳۸۶
- خط شکن - به کارگردانی مسعود تکاور - ۱۳۸۶ تا ۱۳۸۷
- سایه - به کارگردانی قاسم جامی - ۱۳۸۷
- عطر باغ نارنج - به کارگردانی مسعود تکاور - ۱۳۸۷
- بچرخ تا بچرخیم - به کارگردانی مسعود تکاور - ۱۳۷۸
- حادثه ای دیگر - به کارگردانی مسعود تکاور - ۱۳۸۸
- جاده دوستی - به کارگردانی مسعود تکاور - ۱۳۸۸
- یک اتفاق ظاهراً ساده - به کارگردانی مسعود تکاور - ۱۳۸۹
- جاسم به جبهه می‌رود - به کارگردانی مسعود تکاور - ۱۳۹۰
- آخرین پل - به کارگردانی مسعود تکاور - ۱۳۹۰
- فلس سیاه - به کارگردانی مسعود تکاور - ۱۳۹۱

#### نویسنده
- مجموعه لبخند سوم - به کارگردانی مسعود رشیدی - ۱۳۷۳ تا ۱۳۷۴
- مجموعه داوطلب - به کارگردانی - مسعود تکاور - ۱۳۸۱
- مجموعه قلب - به کارگردانی - مسعود تکاور - ۱۳۸۲
- آفتاب سرد - به کارگردانی مسعود تکاور - ۱۳۸۳ تا ۱۳۸۴
- بچرخ تا بچرخیم - به کارگردانی مسعود تکاور - ۱۳۸۷
- حادثه ای دیگر - به کارگردانی مسعود تکاور - ۱۳۸۸
- کروکودیل- به کارگردانی مسعود تکاور - ۱۳۹۶

#### کارگردان
- پروانه‌های پشت دیوار - به تهیه‌کنندگی مسعود تکاور - ۱۳۷۹
- مجموعه آخرین آواز ققنوس - به تهیه‌کنندگی مسعود تکاور - ۱۳۸۰
- مجموعه داوطلب - به تهیه‌کنندگی مسعود تکاور- ۱۳۸۱
- مجموعه قلب - به تهیه‌کنندگی مسعود تکاور - ۱۳۸۲
- آفتاب سرد - به تهیه‌کنندگی مسعود تکاور - ۱۳۸۳ تا ۱۳۸۴
- سفری دیگر - به تهیه‌کنندگی مسعود تکاور - ۱۳۸۴ تا ۱۳۸۵
- تلفن همراه - به تهیه‌کنندگی محمدرضا شرف الدین - ۱۳۸۵
- حضور - به تهیه‌کنندگی محمدرضا شرف الدین- ۱۳۸۶
- طعمه - به تهیه‌کنندگی مسعود تکاور - ۱۳۸۶
- خط شکن - به تهیه‌کنندگی سردار دکتد منتظر المهدی - ۱۳۸۶ تا ۱۳۸۷
- عطر باغ نارنج - به تهیه‌کنندگی طاهره رجبی- ۱۳۸۷
- بچرخ تا بچرخیم - به تهیه‌کنندگی طاهره رجبی - ۱۳۸۷
- حادثه ای دیگر - به تهیه‌کنندگی طاهره رجبی - ۱۳۸۸
- جاده دوستی - به تهیه‌کنندگی هما دلیر - ۱۳۸۸
- یک اتفاق ظاهراً ساده - به تهیه‌کنندگی سردار دکتر منتظرالمهدی - ۱۳۸۹
- جاسم به جبهه می‌رود - به تهیه‌کنندگی سردار دکتد منتظرالمهدی - ۱۳۹۰
- آخرین پل - به تهیه‌کنندگی شاهرخ کیوان نیا - ۱۳۹۰
- نیم کیلو باش ولی مرد باش - به تهیه‌کنندگی مسعود تکاور - ۱۳۹۱
- فلس سیاه - به تهیه‌کنندگی فرهاد گلی - ۱۳۹۱
- سایه بان - به تهیه‌کنندگی حسن هاشمی نسب - ۱۳۹۲
- مجموعه رهایی - به تهیه‌کنندگی محمدرضا شریفی - ۱۳۹۴[۳]
- کروکودیل - به تهیه‌کنندگی عزت‌الله جامعی - ۱۳۹۶[۴]
- شاخه‌های شکسته بلوط - به تهیه‌کنندگی بهرام گودینی- ۱۳۹۷[۵]
- الف امنیت - به تهیه‌کنندگی سید هاشم موسوی - ۱۳۹۸
- آتش باران - به تهیه‌کنندگی حسن هاشمی نسب - ۱۳۹۹[۶]
- انتخاب ویژه - ۱۴۰۰[۷]
- کلاه سبزها -[۸]

#### تهیه‌کننده و مجری طرح
- پروانه‌های پشت دیوار- به کارگردانی مسعود تکاور - ۱۳۷۹
- مجموعه آخرین آواز ققنوس - به کارگردانی مسعود تکاور - ۱۳۸۰
- مجموعه داوطلب - به کارگردانی مسعود تکاور - ۱۳۸۱
- مجموعه قلب - به کارگردانی مسعود تکاور - ۱۳۸۲
- اتوبوس - به کارگردانی اشکان احمدی - ۱۳۸۲
- آفتاب سرد - به کارگردانی مسعود تکاور - ۱۳۸۳ تا ۱۳۸۴
- سجده عشق - به کارگردانی حسین تبریزی - ۱۳۸۴
- سفری دیگر - به کارگردانی مسعود تکاور - ۱۳۸۴ تا ۱۳۸۵
- نیم کیلو باش ولی مرد باش - به کارگردانی مسعود تکاور - ۱۳۹۱

## جوایز و افتخارات
بازیگر نقش اول تئاتر کودک برای بازی در تئاتر کدوتنبل - جشنواره تئاتر فجر - سال ۱۳۶۶
لوح تقدیر جشنواره فیلم رشد برای وارتان برنده شو - ۱۳۸۲
لوح تقدیر جشنواره فیلم رشد برای استاد، سیاه قلم - ۱۳۸۲
لوح تقدیر کارگردانی منتخب شبکه تهران برای کارگردانی خط شکن - ۱۳۸۷
دیپلم افتخار جشنواره کوثر برای حضور - ۱۳۸۷
لوح تقدیر جشنواره فیلم ارتش برای آفتاب سرد - ۱۳۸۴
لوح تقدیر کارگردانی منتخب شبکه تهران برای مجموعه تلویزیونی قلب